# Tus ojos cuando llueven
Tus ojos cuando llueven  es una película argentina dirigida por Diego Rodríguez Caligaris y protagonizada por Daniel Balmaceda, Susana Biscayart y Guadalupe Carnero. Fue estrenada en 2008.

## Sinopsis
Lula de 20 años, es joven y está pasando un mal momento. Se preocupaba por Joaquín, su hermanastro de 10 años, y en Horacio quien acaba de morir y ahora debe enfrentarse a una serie de acontecimientos poco felices.

## Reparto
Participaron del filme los siguientes intérpretes:
- Daniel Balmaceda como Cajero
- Susana Biscayart como Madre Joaquín
- Guadalupe Carnero como Cecilia
- Verónica Centeno como Sofía Alvarez
- Susana Disca como Madre Joaquín
- Ulises Dumont
- Jonathan Llamas como Joaquín
- Antonella Lorenzo como Juana
- Pablo Maffey como Gabriel
- Marcela Perdigués como Marcela
- Lucas Riquero como Oliverio
- Martín Rostand como Conserje Hotel
- Lourdes Ruiz como Lula
- Alejandra Yáñez como Alejandra